# Turning Tables
«Turning Tables» — п'ятий і останній сингл другого студійного альбому британської соул-співачки Адель — «21». Сингл вийшов 5 листопада 2011.

## Список композицій
Цифрове завантаження
1. "Turning Tables" – 4:10

## Чарти
Тижневі чарти
| Чарт (2011-2013)                                             | Позиція |
| ------------------------------------------------------------ | ------- |
| Австралія (ARIA)                                             | 34      |
| Бельгія (Фландрія) (Ultratop)                                | 4       |
| Бельгія (Валлонія) (Ultratop)                                | 2       |
| Бразилія (Brasil Hot 100 Airplay) (Billboard Brasil)         | 86      |
| Канада (Canadian Hot 100) (Billboard)                        | 60      |
| Німеччина (GfK Entertainment Charts)                         | 85      |
| Ізраїль (Media Forest)                                       | 3       |
| Італія (FIMI)                                                | 8       |
| Нідерланди (Dutch Top 40) (MegaCharts)                       | 15      |
| Нідерланди (Single Top 100) (MegaCharts)                     | 45      |
| Шотландія (Official Charts Company)                          | 51      |
| Південна Корея (International Chart) (Gaon Music Chart)      | 62      |
| Велика Британія (UK Singles Chart) (Official Charts Company) | 62      |
| США (Billboard Hot 100)                                      | 63      |
| США (Latin Pop Songs) (Billboard)                            | 38      |

## Сертифікація та продажі
| Країна                       | Сертифікат (таблиця продажів та сертифікатів) | Продажі    |
| ---------------------------- | --------------------------------------------- | ---------- |
| Австралія (ARIA)             | Золото                                        | +35,000    |
| Бразилія (Pro-Música Brasil) | Золото                                        | +50,000    |
| Канада (Music Canada)        | Платина                                       | +80,000    |
| Італія (FIMI)                | Платина                                       | +50,000    |
| Велика Британія (BPI)        | Срібло                                        | +200,000   |
| США (RIAA)                   | Платина                                       | +1,200,000 |